# Akaki Wasadze
Akaki Wasadze, gruz. აკაკი ვასაძე, ros. Акакий Васадзе (ur. 25 lipca?/6 sierpnia 1899 w Kutaisi, zm. 3 kwietnia 1978 w Tbilisi) – gruziński i radziecki aktor, Ludowy Artysta ZSRR.

## Życiorys
Do 1917 pracował jako scenograf w Teatrze Kutaiskim. Ukończył miejscowe gimnazjum. W 1918 studiował na fakultecie historycznym Tbiliskiego Uniwersytetu, a w latach 1918–1920 na Tbiliskim Studio Dramaturgicznym G. Dżabadariego. Od 1920 był aktorem Tbiliskiego Teatru im. S. Rustawelego, od 1926 reżyserem w tym teatrze, w latach 1935–1955 głównym reżyserem. Od 1958 był kierownikiem artystycznym Kutaiskiego Teatru im. W. Meschiszwilego, a od 1969 aktorem Teatru Rustawskiego. Od 1924 prowadził działalność pedagogiczną w Tbiliskim Instytucie Teatralnym im. S. Rustawelego, od 1947 był profesorem.

## Nagrody i wyróżnienia
W 1936 otrzymał tytuł Ludowy Artysta ZSRR, w 1975 za pracę teatralną – Nagrodę Państwową Gruzińskiej SRR im. S. Rustawelego. Otrzymał trzy Nagrody Stalinowskie za pracę teatralną w latach 1942, 1946 i 1951.